# Davidești, Cozmeni
Davidești (în ucraineană Давидівці, transliterat: Davîdivți și în germană Dawidestie) este un sat reședință de comună în raionul Cozmeni din regiunea Cernăuți (Ucraina). Are 1,107 locuitori, preponderent ucraineni (ruteni).
Satul este situat la o altitudine de 238 metri, pe malul unui afluent al pârâului Sovița, în partea de centru a raionului Cozmeni.

## Istorie
Localitatea Davidești a făcut parte încă de la înființare din regiunea istorică Bucovina a Principatului Moldovei. Prima atestare documentară a localității datează din 6 iulie 1413. După anexarea Bucovinei de către Imperiul Habsburgic în anul 1775, localitatea Davidești a făcut parte din Ducatul Bucovinei, guvernat de către austrieci, făcând parte din districtul Cozmeni (în germană Kotzmann). Din 1866, funcționa la Davidești o școală cu două clase.
După Unirea Bucovinei cu România la 28 noiembrie 1918, satul Davidești a făcut parte din componența României, în Plasa Șipenițului a județului Cernăuți. Pe atunci, majoritatea populației era formată din ucraineni, existând și o comunitate de români.
Ca urmare a Pactului Ribbentrop-Molotov (1939), Bucovina de Nord a fost anexată de către URSS la 28 iunie 1940, reintrând în componența României în perioada 1941-1944. Apoi, Bucovina de Nord a fost reocupată de către URSS în anul 1944 și integrată în componența RSS Ucrainene. 
Începând din anul 1991, satul Davidești face parte din raionul Cozmeni al regiunii Cernăuți din cadrul Ucrainei independente. Conform recensământului din 1989, numărul locuitorilor care s-au declarat români plus moldoveni era de 2 (0+2), reprezentând 0,18% din populația comunei . În prezent, satul are 1.107 locuitori, preponderent ucraineni.

## Demografie
Componența lingvistică a comunei Davidești
     Ucraineană (99,19%)
     Alte limbi (0,72%)
Conform recensământului din 2001, majoritatea populației comunei Davidești era vorbitoare de ucraineană (99,19%), existând în minoritate și vorbitori de alte limbi.
1989: 1.135 (recensământ)
2007: 1.107 (estimare)

### Recensământul din 1930
Componența etnică a comunei Davidești (județul Cernăuți)
     Ruteni (95,75%)
     Evrei (3,77%)
     Altă etnie (0,48%)
Componența confesională a comunei Davidești
     Ortodocși (96,14%)
     Mozaici (3,77%)
     Greco-catolici (0,09%)
Conform recensământului efectuat în 1930, populația comunei Davidești se ridica la 1.272 locuitori. Majoritatea locuitorilor erau ruteni (95,75%), cu o minoritate de evrei (3,77%). Alte persoane s-au declarat: români (1 persoană) și ruși (5 persoane). Din punct de vedere confesional, majoritatea locuitorilor erau ortodocși (96,14%), dar existau și mozaici (3,77%) și greco-catolici (0,09%).

## Personalități
- Nikodim Rusnak (1921-2011), episcop ortodox ucrainean, mitropolit de Harkov